# Грабар Назар Петрович
Грабар Назар Петрович (16 жовтня 2002, смт Куликів — 21 грудня 2022, смт Межова Дніпропетровської області) — український військовослужбовець, солдат Збройних сил України, учасник російсько-української війни.

## Життєпис
Назар Грабар народився 16 жовтня 2002 року у смт Куликів Львівського району Львівської області.
У 2016—2020 роках навчався у Бучацькому ліцеї імені Святого Йосафата при василіянському монастирі Воздвиження Чесного Хреста Господнього в м. Бучач Тернопільської області. Потім закінчив Рава-Руський професійний ліцей.

## Загибель
Загинув 21 грудня 2022 року у населеному пункті Межова Дніпропетровської області. Похований 29 грудня 2022 року в смт Куликів.

## Нагороди
- Медаль «Захиснику Вітчизни» (24 жовтня 2023, посмертно) — за особисту мужність, виявлену у захисті державного суверенітету та територіальної цілісності України, самовіддане виконання військового обов'язку[3]